# Lumi i Shushicës
Lumi i Shushicës är ett vattendrag i Albanien. Det ligger i den sydvästra delen av landet, 90 km söder om huvudstaden Tirana.
Trakten runt Lumi i Shushicës består till största delen av jordbruksmark.  Runt Lumi i Shushicës är det ganska tätbefolkat, med 199 invånare per kvadratkilometer.